# Thierry Gueorgiou
Thierry Gueorgiou ( Saint-Étienne, 30 maart 1979) is een Franse oriëntatieloper die bij het wereldkampioenschap oriëntatielopen de middellange afstand drie jaar op rij heeft gewonnen (2003-2005).
Gueorgiou loopt voor de Franse club NO St-Etienne en de finse club Kalevan Rasti. Hij heeft de Jukola estafette driemaal gewonnen (2004, 2005 & 2007) met Kalevan Rasti
Gueorgiou wordt beschouwd als de technisch meest vaardige oriëntatieloper; doordat hij foutloze wedstrijden loopt in ongelooflijke tijden tijdens de belangrijkste wedstrijden. Hij heeft de laatste 7 wereldkampioenschappen gelopen. Zijn debuut als Franse senior maakte hij tijdens het WK in 1997 in Grimstad, Noorwegen, op de leeftijd van 18 jaar.

## Citaten
"I would say that in 2001, I was an orienteer who knew all the time exactly where he was. At present, I’m an orienteer who knows where he will be in the next 100 meters"
"Even a one second mistake is too much"
"The world is full of people who are waiting for someone to come along and motivate them to be the kind of people they wish they could be…These people are waiting for a bus on a street where no busses pass. But hopefully I can find one person who can define success in my life – and that’s me!"

## Resultaten
Wereldkampioenschap oriëntatielopen
- Gouden medailles (5)
  - 2003 - Middellange afstand - Rapperswil (SG), Zwitserland
  - 2004 - Middellange afstand - Västerås, Zweden
  - 2005 - Middellange afstand - Aichi, Japan
  - 2007 - Middellange afstand - Kiev, Oekraïne
  - 2007 - Sprint - Kiev, Oekraïne
- Zilveren medaille (1)
  - 2005 - Estafette - Aichi, Japan
- Bronzen medaille (1)
  - 2003 - Sprint - Rapperswil (SG), Zwitserland

Europees kampioenschap oriëntatielopen
- Gouden medaille (2)
  - 2004 - Middellange afstand - Roskilde, Denemarken
  - 2006 - Middellange afstand - Otepää, Estland
- Zilveren medaille (1)
  - 2006 - Estafette - Otepää, Estland

World Cup Oriëntatielopen
- 15 zeges individuele World Cup, 2 tweede plaatsen en 2 derde plaatsen
- Eerste totaal World Cup
  - 2006
  - 2007
- Tweede totaal World Cup
  - 2005
- Eerste totaal Estafette World Cup
  - 2005

World Games
- Gouden medaille (1)
  - 2005 - Middellange afstand - Duisburg, Duitsland

Wereld Universiteits Kampioenschap Oriëntatielopen
- Gouden medailles (5)
  - 2000 - Korte afstand - Frankrijk
  - 2000 - Lange afstand - Frankrijk
  - 2000 - Estafette - Frankrijk
  - 2002 - Korte afstand - Bulgarije
  - 2002 - Estafette - Bulgarije

Junioren Wereldkampioenschap Oriëntatielopen
- Zilveren medailles (2)
  - 1998 - Estafette - Reims, Frankrijk
  - 1999 - Lange afstand - Varna, Bulgarije
- Bronzen medailles (2)
  - 1998 - Korte afstand - Reims, Frankrijk
  - 1999 - Estafette - Varna, Bulgarije